# دربیسک
دربیسک (به قزاقی: Derbisek) یک منطقهٔ مسکونی در قزاقستان است که در شهرستان ساری‌آغاج واقع شده‌است. دربیسک ۱۱٬۲۳۴p نفر جمعیت دارد.